# Thamnotettix vittmeri
Thamnotettix vittmeri är en insektsart som beskrevs av Dlabola 1971. Thamnotettix vittmeri ingår i släktet Thamnotettix och familjen dvärgstritar. Inga underarter finns listade i Catalogue of Life.